# Acanthemblemaria
Acanthemblemaria is een geslacht van straalvinnige vissen uit de familie van snoekslijmvissen (Chaenopsidae). Het geslacht is voor het eerst wetenschappelijk beschreven in 1919 door Metzelaar.

## Soorten
- Acanthemblemaria aspera (Longley, 1927)
- Acanthemblemaria atrata Hastings & D. R. Robertson, 1999
- Acanthemblemaria balanorum Brock, 1940
- Acanthemblemaria betinensis Smith-Vaniz & Palacio, 1974
- Acanthemblemaria castroi J. S. Stephens & Hobson, 1966
- Acanthemblemaria chaplini J. E. Böhlke, 1957
- Acanthemblemaria crockeri Beebe & Tee-Van, 1938
- Acanthemblemaria exilispinus J. S. Stephens, 1963
- Acanthemblemaria greenfieldi Smith-Vaniz & Palacio, 1974
- Acanthemblemaria hancocki G. S. Myers & Reid, 1936
- Acanthemblemaria harpeza J. T. Williams, 2002
- Acanthemblemaria hastingsi Lin & Galland, 2010
- Acanthemblemaria johnsoni Almany & C. C. Baldwin, 1996
- Acanthemblemaria macrospilus Brock, 1940
- Acanthemblemaria mangognatha Hastings & D. R. Robertson, 1999
- Acanthemblemaria maria J. E. Böhlke, 1961
- Acanthemblemaria medusa Smith-Vaniz & Palacio, 1974
- Acanthemblemaria paula G. D. Johnson & Brothers, 1989
- Acanthemblemaria rivasi J. S. Stephens, 1970
- Acanthemblemaria spinosa Metzelaar, 1919
- Acanthemblemaria stephensi Rosenblatt & McCosker, 1988